# Salvaguardias
Las salvaguardias son una modalidad de restricción del comercio internacional ante la presencia de un daño o posible daño a un determinado sector de la economía.Se trata del aumento de aranceles a los productos comerciales de otros países, para así el consumidor nacional se opte por consumir siempre lo de su país, es decir medidas con la cual le quitan el atractivo monetario a un producto pues lo vuelven más costoso .Ve la luz en 1947, en el artículo XIX del GATT, denominado con el título de “Medidas de urgencia sobre la importación de productos determinados”., en, denominado con el título de “Medidas de urgencia sobre la importación de productos determinados”.salvaguardias

## Definición
Las salvaguardias son medidas de emergencia para proteger la industria nacional que se ve amenazada ante el creciente aumento absoluto o relativo de las importaciones. Estas medidas consisten en la restricción temporal de las importaciones que amenazan con dañar o causar daño grave al sector nacional los cuales no están preparados para competir con los productos importados.Es decir son medidas que impone un país cuando no maneja circulante.
Las medidas de salvaguardias a diferencia de las medidas antidumping y las medidas compensatorias no requieren una determinación de práctica desleal.
El problema de la imposición de salvaguardia surge cuando estas se buscan imponer por razones diferentes a la protección del sector, ante el daño provocado por la mayor importación de productos ya sea en términos absolutos o relativos. Por consiguiente, un estudio técnico será de útil importancia con el fin de evaluar, consistentemente, la situación comercial de un país ante el mercado internacional. Se debe analizar si los problemas inmersos en el sector son provocados, en verdad, por la importación de productos o por problemas de agenda interna, lo que tendría que ver con fallas de apoyo a las políticas de competitividad y desarrollo del sector y/o problemas de informalidad (debido a la mayor cantidad de importaciones informales). Estos ocasionan que el daño de las importaciones se magnifique; además, de considerarla como causa aparente del perjuicio. 
Los trabajos más recientes que se refieren al análisis de salvaguardias pueden dividirse en dos grandes bloques. Uno de estos enfoques, centra su análisis en el ajuste económico, mientras que el otro enfoque se concentra en el proteccionismo.

## Sustento

### Enfoque del ajuste económico
Desde este enfoque la filosofía de las salvaguardas está fundamentada en la necesidad de suavizar el coste del ajuste cuando éste se produzca y, también, para afrontar el compromiso de la liberalización del comercio con ciertas garantías de tal forma que, cuando aparezcan problemas en las empresas nacionales, puedan atenuarse las obligaciones o compromisos comerciales. En este sentido se consideran medidas que favorecen los compromisos de liberalización del comercio porque de otra forma los países serían más cautos al momento de firmar un compromiso de apertura de mercado o simplemente no permitirían dicha liberalización.

### Enfoque del proteccionismo
En este punto se encuentran aportaciones como la de Jhon Jackson en su libro The World Trading System (1989) quien sostiene que en la realidad las salvaguardias tendrían un fundamento proteccionista originado por una presión política y social de corto plazo.
Esta presión estaría compuesta por un lado, por los intereses políticos de contar con un sistema legal con el fin de aliviar las presiones internas( paros, movilizaciones gremiales) que causan las importaciones, contra el interés de limitar lo menos posible el comercio con el fin de contar con los beneficios de la liberalización comercial. Por consiguiente, la única forma de darle continuidad  al proceso de liberalización comercial es otorgarle concesiones proteccionistas de carácter excepcional y temporal, esto sustentado en que si no se hicieran dichas concesiones, el riesgo que se corre de que la presión política quiebre los principios liberales es muy alto, y tanta absolutez amenazaría en forma mucho más comprometedora la estabilidad del proceso de apertura re 
comercial.
La OMC establece criterios sobre como plantear los mecanismos para afrontar casos de salvaguardias, estos criterios son generales y no están establecidas para un país específico

## Aplicación de salvaguardias según la OMC
La aplicación de salvaguardias según las normas de la OMC se impondrán de manera no selectiva, es decir, en régimen de la nación más favorecida; por consiguiente ningún país miembro de la OMC podrá aplicar salvaguardias a las exportaciones de países específicos por él elegidos, es decir se realizara sin hacer discriminación sobre la procedencia de estas.

### Requisitos para la imposición de salvaguardias
1. Aumento de las importaciones.
2. Daño grave o amenaza de daño grave en el sector del país relacionado con los productos importados.
3. Relación causal entre los puntos (1) y (2).
4. cuando una rama de producción nacional se esté viendo afectada por el exceso de importaciones.

### Características
El libro sobre "ensayos sobre los nuevos principios y conceptos que rigen la relación internacional" (2006, pág.97), el jurisconsulto venezolano Emilio Noel nos cita los siguientes:
1. Dicha disposición son temporales y no podrán exceder los 4 años, sin excepción que puedan ser extendido pero con una argumentación clara y precisa;
2. Se tomara para prevenir o repara daños graves, y reajustar la producción afectada;
3. Abra mecanismo de consulta para compensaciones a los países exportadores;
4. La formación del comité de salvaguardias que vigila la colocación de las normas
5. La balanza comercial (importaciones y exportaciones) es negativa;
6. Proteger a las industrias nacientes, o sea, a los emprendedores.
7. Limitaciones arancelarias o cuantitativas
8. Tienen que ser pertinentes, no discriminatorias, razonables, adecuadas y lo mínimamente perturbadoras al comercio de bienes y servicios.
9. Esta medida la toma de oficio el país o también pueden hacerlo las cámaras de producción de dicho país.
10. Son cláusulas multilaterales, se aplican a todos los miembros con los que un país tienen relación comercial y no puede solo escoger a unos cuantos, eso conllevaría a que ese país reclame a la OMC.

El jurisconsulto nos da muchos más pero, en general, estas siempre sobresalen.

### Caso ecuatoriano
Caso ecuatoriano ¿Por qué importar objetos que podemos producir en la mitad del mundo?
En el año del 6 de marzo del 2015, el estado ecuatoriano  con un gobierno de carácter social dice a los ciudadanos la aplicación de unas sobre tasas a ciertos productos, de acuerdo con la Resolución n.º 011‐2015 del Ministerio de Comercio, dicha resolución entra en vigencia el 11 de marzo del 2015. Como resumen de dicha resolución nos manifiesta lo siguiente:
-Que eran de carácter temporal y no discriminatorio (o sea a Perú y Colombia) porque la resolución es clara que no entra los países de un   menor desarrollo relativo: Paraguaya y Bolivia.
- Las sobre tasas se elevan a un 5 % y el 45 % pero dependía a los productos dividas : el 5% a bienes de capital y materias primas no esenciales; el 15% a bienes de sostenibilidad media; el 25% a cerámica, CKD (partes o piezas) de televisores y CKD de motos; y el 45% a bienes de consumo final, televisores y motos, es decir que del 100 % de productos importados solo el 32 % van a tener sobre tasa  representa unos 2800 productos ,  de productos suntuarios y excluye las materias primas .
- jurídicamente se invocó lo siguiente para justificar su uso normas internacionales de miembros de la Organización Mundial del Comercio: “El acuerdo de Aranceles Aduaneros y Comercio de 1994 (GATT 1994)4, (…) estipula la facultad de un Miembro, país en desarrollo, cuando experimente dificultades para equilibrar su Balanza de Pagos y requiera mantener la ejecución de su programa”
El expresidente de la república del Ecuador https://es.wikipedia.org/wiki/Rafael_Correa , decía textualmente el motivo de la aplicación” Ante la ausencia de moneda nacional, nosotros tenemos que poner salvaguardias -aranceles- para proteger la producción nacional, compensar la pérdida en valor de exportaciones petroleras, y proteger la misma dolarización , nuestros vecinos devalúan su moneda nosotros no tenemos “ )